# Charlotte Walior
Charlotte Walior (* 1962) ist eine französische Schauspielerin und Regisseurin.

## Leben
Ihr Debüt gab sie 1980 in einem Spielfilm von Just Jaeckin, in dem sie mit Anne Parillaud eine der Hauptrollen erhielt: Girls – Die kleinen Aufreißerinnen. Es folgen die Komödien Slip auf Trip (Les folies d'Élodie, 1980) und Die Urlaubsfete (Comment draguer toutes les filles..., 1981), in dem sie die zentrale Hauptrolle spielt.
Sie spielte eine Hauptrolle in der Serie Kick, Raoul, la moto, les jeunes et les autres und in einem Fernsehfilm von Pierre Goutas, La Mort en sautoir mit Danielle Darrieux und Bruno Pradal.
In der Komödie Le bahut va craquer (1981) ist sie als Muriel eine Schülerin, die sich mit ihren Klassenkameraden gegen ihre Lehrer Claude Jade und Darry Cowl auflehnt und diese mit dem Schulleiter (Michel Galabru) einsperrt, um diese zu erziehen.
Roger Vadim besetzte sie für eine Hauptrolle in seinem Film Surprise Party (1982). 1985 kehrte sie mit einer kleinen Rolle in Le Quatrième Pouvoir von Serge Leroy mit Philippe Noiret und Nicole Garcia auf die Leinwand zurück, dann mit der Rolle von Sophie in Der Debütant von und mit Francis Perrin. Ihre vorerst letzte Rolle hatte sie 1991 in einer Folge der Serie Cas de divorce.
Sie wurde Autorin und Regisseurin von Kurzfilmen: Le Wagon (1994) Impair, passe et rire (1997), La Valise (2000)  und Le Passage (2003).